# Advanced Composite Solar Sail System
Advanced Composite Solar Sail System (ACS3) est un projet de la NASA visant à tester de nouvelles technologies pour le développement de voiles solaires. Ce système utilise des matériaux composites légers pour des mâts déployables sur un CubeSat. La voile est lancée le 23 avril 2024 par une fusée Electron, et est déployée le 29 août 2024. L'objectif principal est de déployer avec succès la voile solaire de 9 mètres de côté en orbite basse. Cette démonstration permettra d'évaluer le déploiement et les performances de la voile, ainsi que de recueillir des données pour concevoir des systèmes plus grands pour des missions futures, comme la surveillance de l'espace ou l'exploration des astéroïdes,.

## Détails du projet
L'Advanced Composite Solar Sail System (ACS3) est un projet de démonstration technologique destiné à tester des structures de voile solaire pour des missions spatiales à long terme et faible poussée. Le système, construit selon la norme CubeSat 12U, utilise quatre mâts composites légers enroulables pour supporter une voile solaire de 9 mètres de côté. ACS3 est une collaboration entre les centres de recherche Ames et Langley de la NASA, et bénéficie du soutien du programme Small Spacecraft Technology de la NASA. Ce projet vise à guider le développement de systèmes de propulsion solaire pour des missions futures.

## Lancement et première phase
La voile est lancée depuis la Nouvelle-Zélande le 23 avril 2024 à 23h30 (heure de Paris) à bord d'une fusée Electron de Rocket Lab. L'ACS3, démonstrateur de technologie de voile solaire, a ainsi été placé en orbite terrestre à environ 960 km d'altitude. L'ACS3 est déployée le 29 août 2024. La mission de quelques mois vise à tester le déploiement de la voile et son efficacité pour manœuvrer en utilisant la pression solaire. La pression exercée par la lumière est faible, équivalente au poids d'un trombone, mais les données recueillies permettront d'envisager des voiles solaires plus grandes pour de futures missions. Le lancement a été retransmis en direct par Rocket Lab.

## Déploiement et anomalies
La voile solaire de 80 m² a été déployée avec succès par la NASA après un premier échec dû à des problèmes de courant moteur. Plusieurs anomalies ont été observées, comme des changements de luminosité et des mouvements inattendus. Ceci implique une possible oscillation de la voile. La NASA continue d'analyser ces comportements inhabituels pour optimiser la technologie des voiles solaires pour de futures missions.

## Perspectives futures
La NASA cherche à concrétiser les promesses des voiles solaires qui, exploitant la pression des photons solaires pour se déplacer sans carburant, et conférant ainsi une alternative plus économique aux méthodes de propulsion traditionnelles, pourraient révolutionner la propulsion spatiale pour les missions spatiales interstellaires.
L'agence spatiale prévoit ainsi des systèmes encore plus grands et ainsi fait construire par Redwire Space une voile solaire de 413 m², composée de matériaux polymères et d'aluminium extrêmement fins. L'objectif futur de la NASA est de déployer une voile solaire de 1 650 m² pour explorer des régions éloignées du système solaire, ce qui serait difficile avec les systèmes de propulsion actuels. Ces premiers tests ont donc été concluants, et augurent peut-être des missions spatiales plus ambitieuses.

## Galerie

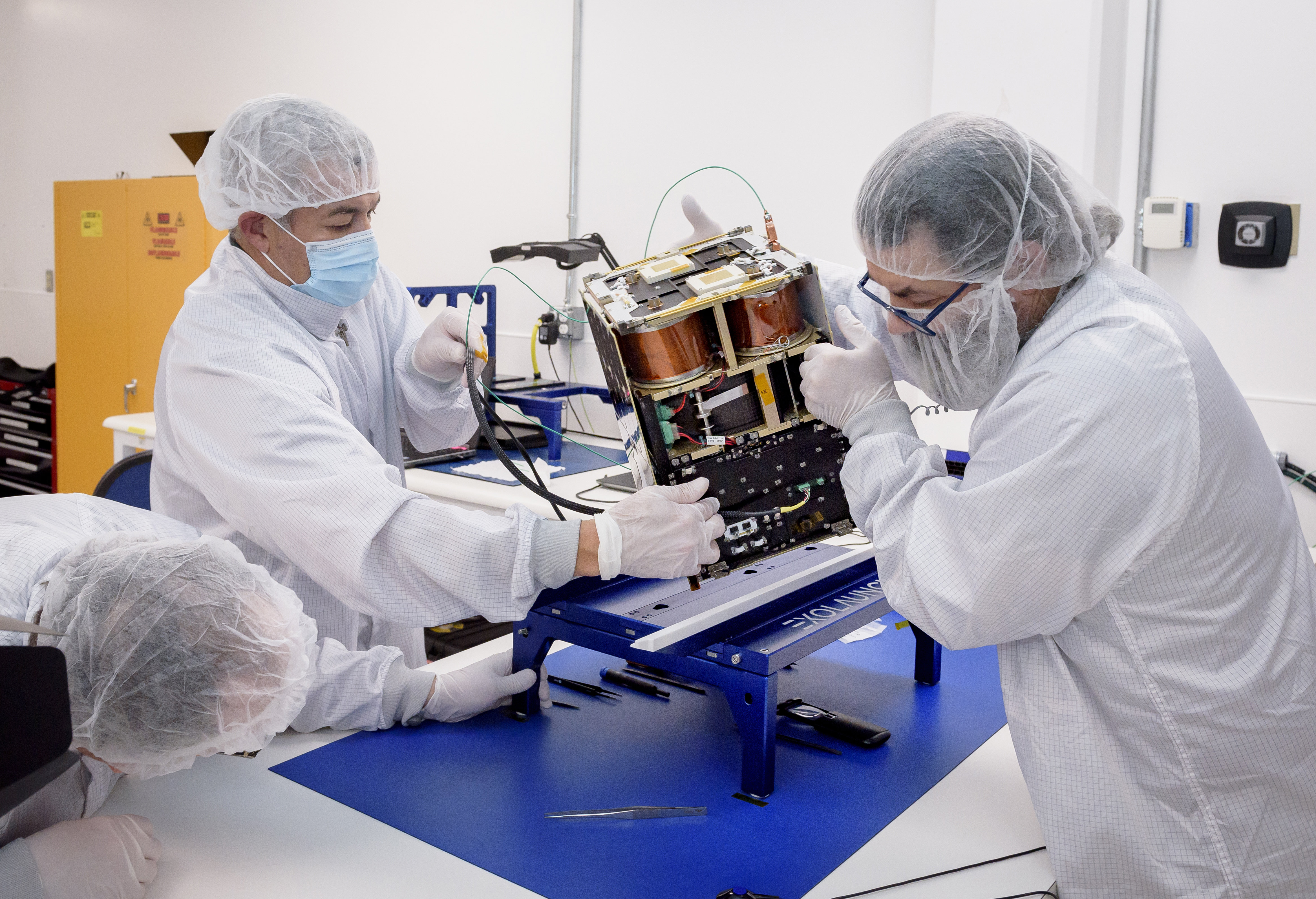
Préparation d'ACS3 : les humains donnent l'échelle
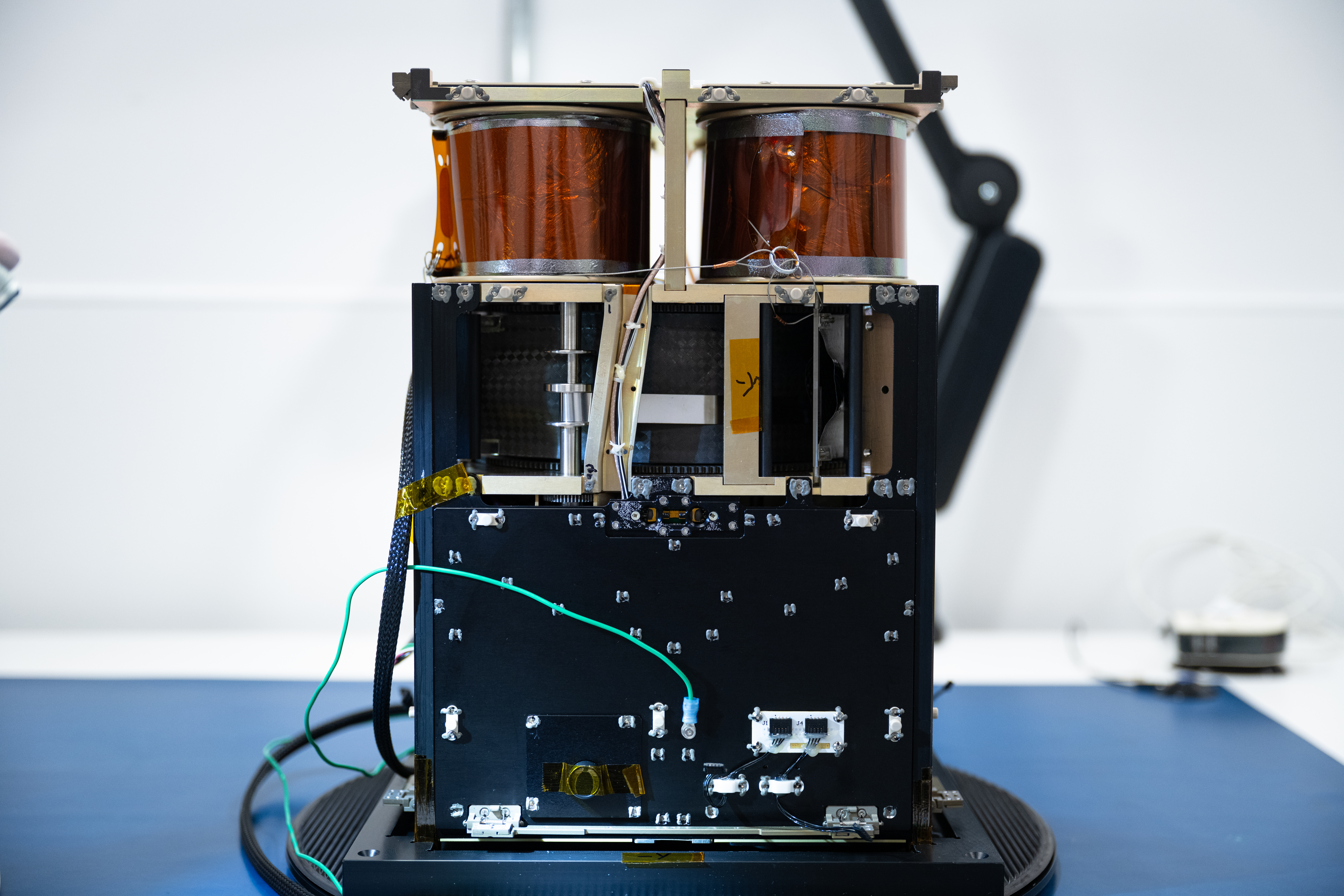
ACS3 avec ses quatre mâts enroulés.
Rendu du déploiement de la voile.